# Начинкин, Николай Александрович
Николай Александрович Начинкин (23 ноября 1907, д. Рязаново, ныне в Калининском районе Тверской области — февраль 1986, Москва) — политработник Вооружённых Сил СССР, генерал-полковник (1960).

## Биография
Родился в крестьянской семье. Член ВКП(б) с 1926 года. С 1925 года — на советской и партийной работе — председатель волостного исполкома, секретарь волостного комитета РКП(б) в Калининской области.
С 1929 года служил в Красной Армии на политработе. Был начальником политотдела 62-й стрелковой дивизии (до 1940 года), в рядах которой участвовал в походе РККА в Западную Украину в сентябре 1939 года и в советско-финской войне. С октября 1940 года — заместитель командира по политчасти (июля 1941 — комиссар) 39-й стрелковой дивизии на Дальнем Востоке (штаб в г. Дальнегорск). Во время Великой Отечественной войны на фронт направлен не был и оставлен служить на Дальнем Востоке. С февраля 1942 года — член Военного совета 2-й Краснознамённой армии на Дальневосточном фронте.
В августе 1945 года армий была передана на 2-й Дальневосточный фронт. Вместе с ней Начинкин участвовал в советско-японской войне (Маньчжурская стратегическая наступательная операция).
После войны до мая 1946 года оставался в той же должности. В 1957 году окончил Высшую военную академию имени К. Е. Ворошилова. С 1947 года — заместитель командующего по политчасти Восточно-Сибирского военного округа. С 1949 года — член Военного совета Ленинградского военного округа, с ноября 1951 по май 1954 годы — член Военного совета Уральского военного округа, с 1957 по 1961 — член Военного совета Белорусского военного округа. С 1961 года — заместитель начальника Главного Политического управления Советской армии и Военно-Морского Флота. С 1975 года — военный консультант Группы генеральных инспекторов Министерства обороны СССР.
Избирался депутатом Верховного Совета РСФСР 6-8 созывов (1963—1975).
Умер в феврале 1986 года в Москве. Похоронен на Кунцевском кладбище.

## Воинские звания
- Бригадный комиссар (19.09.1940)
- Генерал-майор (6.12.1942);
- Генерал-лейтенант (31.05.1950);
- Генерал-полковник (7.05.1960)[1].

## Награды
- 2 ордена Ленина (22.11.1967; 1954)
- 3 ордена Красного Знамени (7.04.1940, 8.09.1945; 1949)
- орден Отечественной войны 1-й степени (11.03.1985)
- 3 ордена Красной Звезды (4.06.1944; 3.11.1944; …)
- Орден «За службу Родине в Вооружённых Силах СССР» 3-й степени (30.04.1975)
- Медали
- Иностранные ордена
- Иностранные медали[1]